# Wolfgang Ernst (Mediziner)

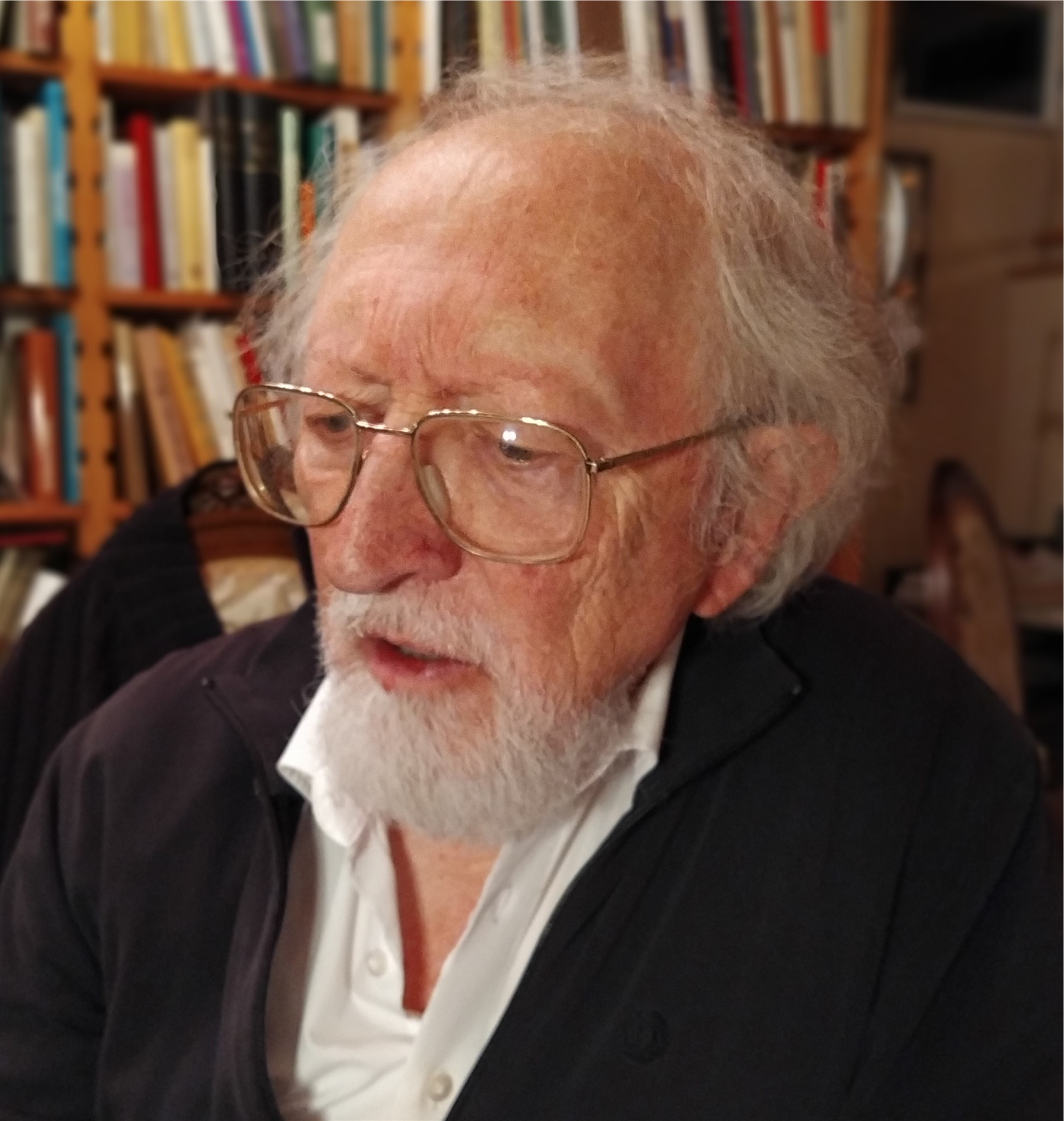
Wolfgang Ernst (2020)

Wolfgang Ernst (* 3. September 1939) ist ein deutscher Neurologe, Psychiater und Sachbuchautor. Mit seinen Veröffentlichungen verfolgt er einen neurolinguistisch orientierten Forschungsansatz zur Klärung der Wirkung einer historischen und neuzeitlichen „Worttherapie“.

## Leben und Wirken
Nach dem Schulbesuch in Dresden studierte Ernst Medizin an den Universitäten Freiburg im Breisgau und München. Danach absolvierte er eine Facharztausbildung an der Nervenklinik und am Institut für Klinische Neurophysiologie der Universität Freiburg. Als Nervenarzt und Psychotherapeut in eigener Praxis arbeitete Ernst von 1973 bis 1979 in Weiden in der Oberpfalz und von 1979 bis 2002 in Bremen.
Infolge seiner jahrzehntelangen Beschäftigung mit Ethnologie und Volkskunde und mit Hilfe seiner umfangreichen Sammlung performativer Texte und Riten (Heilformeln, Zaubersprüche) verfolgt Ernst seit Ende seiner Praxistätigkeit einen interdisziplinären Ansatz zur Ermittlung der Wirkungsnachweise von Worten und Wortfiguren im menschlichen Gehirn. Seine Fragestellung lautet: Unter welchen Bedingungen können heilende Worte in den Hirnzentren wirklich „ankommen“ und zur Therapie beitragen?

## Schriften (Auswahl)

### Bücher
- Heilzauber und Aberglaube in der Oberpfalz. Das Sauernloher Brauchbuch (= Oberpfälzer Raritäten. Band 7). Stangl + Taubald, Weiden 1991, ISBN 3-924783-10-1.
- mit Ulrike Ernst: Parksteiner Sagen. Erlebtes und Erzähltes von gestern und heute (= Ostbayerische Sagenlandschaften. Band 1). Gesammelt und aufgeschrieben […] mit Erinnerungen an die doktorlose ländliche Volksmedizin. Eckhard Bodner, Pressath/Oberpfalz 2007, ISBN 978-3-926817-56-3.
- Das grosse sechsämterländische Zauberbuch und seine Laienapotheker und Laienärzte. Auf den Spuren der Röslauer „Waldmänner“ des 18. Jahrhunderts mit Textbeispielen aus ihrem Zauber- und Rezeptbuch. [Zauber, Riten und Rezepte. Geheimärzte und Waldmänner im Fichtelgebirge.] Späthling, Weißenstadt 2007, ISBN 978-3-926621-55-9.
- Die oberpfälzische Volksmedizin der Sammlung Franz Xaver von Schönwerth im Spiegel ihrer Heilzauberformeln. Eine bearbeitete regionale mikrohistorische Dokumentation; mit Einführung in die Geschichte der Zauberspruchkultur als volkstümliche Verbaltherapie. [Spruch und Ritus in der volkstümlichen Verbaltherapie der Sammlung Schönwerth im 19. Jahrhundert]. Eckhard Bodner, Pressath 2008, ISBN 978-3-937117-69-0.
- Beschwörungen und Segen. Angewandte Psychotherapie im Mittelalter. Böhlau, Köln 2011, ISBN 978-3-412-20752-6.[1][2][3][4]
- Gehirn und Zauberspruch. Archaische und mittelalterliche Heilspruchtexte und ihre natürlichen Wirkkomponenten. Mit einem Geleitwort von Volker Faust. PL Acad. Research, Frankfurt am Main 2013, ISBN 978-3-631-64591-8, doi:10.3726/978-3-653-03833-0.[5][6]
- Es begann in heißer Liebe. Sex und Liebe der frühen Kulturen in Dichtung, Mythos, Zauberspruch / Verführung, Verzauberung, Heilkunst, Raffinessen. Eckhard Bodner, Pressath 2020, ISBN 978-3-947247-59-2.
- Augenzauber & Zauberaugen. Band 1: Der alte böse Blick in Mythos, Geschichte und Naturwissenschaft. Eckhard Bodner, Pressath 2022, ISBN 978-3-947247-69-1.
- Sinn-Bilder – Aus dem Bilderbuch für Zurückgebliebene. Band I. Verlagsbuchhandlung Sabat, Kulmbach 2024, ISBN 978-3-943506-11-2.

### Aufsätze
- Die Anwendung von Thymoleptika und Tranquilizern in der Praxis. In: Medizinische Klinik. Band 66,  1971, S. 1640–1643.
- „Anbinden“ von psychisch Kranken als neues Therapiekonzept?  In: Spektrum der Psychiatrie und Nervenheilkunde. Band 13, 1984, S. 162–170.
- Arme-Seelen-Glaube heute. Eine Untersuchung über Tradition, Aktualität und seelische Dynamik des Arme-Seelen-Glaubens. In: Oberpfälzer Heimat. Band 24, 1980, S. 100–118.
- Zur Oberpfälzer Volksmedizin im Gesamtwerk von F. X. von Schönwerth. In: Verhandlungen des Historischen Vereins von Oberpfalz und Regensburg. Band 135, 1995, S. 183–198.
- Das Kunstbuch des Johannes Zahn von Dürnberg bei Wunsiedel. Ein handschriftliches Zauberbuch vom Ende des 17. Jahrhunderts. In: Archiv für Geschichte von Oberfranken. Band 76, 1996, S. 169–195, und Band 77, 1997, S. 295–344.
- Maria hat geholfen – wo menschliche Hilfe verloren ist. Das Fuchsmühler Mirakelbuch. In: Heimat Landkreis Tirschenreuth. Band 10, 1998, S. 117–134.
- Der Berggeist von Altenparkstein – letzter Teufelsbündner? In: Augsburger Volkskundliche Nachrichten. Band 4, 1998, Heft 2, S. 10–35, urn:nbn:de:bvb:384-opus4-11552.